# شهرستان چسترفیلد (کارولینای جنوبی)
شهرستان چسترفیلد، کارولینای جنوبی (به انگلیسی: Chesterfield County, South Carolina) یک سکونتگاه مسکونی در ایالات متحده آمریکا است که در کارولینای جنوبی واقع شده‌است.

## خصوصیات
شهرستان چسترفیلد ۲٬۰۸۷٫۵۴ کیلومترمربع مساحت دارد.